# Callum Smith
Callum Smith est un boxeur anglais né le 23 avril 1990 à Liverpool. Il est le frère de Liam Smith.

## Carrière
Passé professionnel en 2012, il devient champion d'Angleterre des poids super-moyens l'année suivante puis champion d'Europe en 2016 et championnat du monde WBA de la catégorie le 28 septembre 2018 après sa victoire par KO au 7e round contre George Groves. Smith confirme ce succès en stoppant au 3e round Hassan N'Dam N'Jikam le 1er juin 2019 puis en battant aux points John Ryder le 23 novembre 2019. Il est en revanche battu aux points par Canelo Álvarez le 19 décembre 2020.
Le 20 août 2022, il met hors combat Mathieu Bauderlique au quatrième round en demi-finale WBC des poids mi-lourds,.

## Référence
1. ↑  (fr) Callum Smith terrasse George Groves au 7e round (rds.ca)
2. ↑  Gilles Festor, « Boxe : terrible KO encaissé par Mathieu Bauderlique face à Callum Smith à Djeddah », Le Figaro, 20 août 2022 (consulté le 20 août 2022).
3. ↑  André-Arnaud Fourny, « Mathieu Bauderlique électrocuté par Callum Smith » , L'Équipe, 21 août 2022 (consulté le 21 août 2022).